# Tüzet viszek (népdal)
A Tüzet viszek egy gyermekdal. A gyermekek körben állnak, egy gyermek a körön kívül jár csomóra kötött kendővel a kezében. Ő a tűzvivő, a kendő a tűz. Ének közben valakinek a háta mögött leejti a kendőt (más változat szerint a vállára teszi, mintha ott égne). Az illető felkapja, és kergeti vele a tűzvivőt, amíg az be nem ugrik az ő üresen maradt helyére.
Ha a tűzvivő a kört körüljárva ugyanott találja a kendőt, ahová ledobta, elkiáltja magát: „Régen ég valakinek a háza!”, majd felkapja a kendőt, és megkergeti vele a vigyázatlant.

## Kotta és dallam
| Tüzet viszek, lángot viszek, ki ne nézz, be ne nézz, kendő rajta. | ① |

## Felvételek
- Tüzet viszek. Rezeda Népzenei Együttes, Dunaszeg  YouTube (2012. június 23.)  (Hozzáférés: 2017. szeptember 29.) (videó) 1:35-ig.
- Tüzet vittem, lángot vittem... Juhász Balázs  YouTube (2014. július 30.)  (Hozzáférés: 2017. szeptember 29.) (videó)